# Surrey Scorchers
Los Surrey Scorchers son un club profesional de baloncesto británico con sede en la ciudad de Guilford (Surrey), que compite en la BBL, la máxima competición de Reino Unido. Disputa sus partidos en el Surrey Sports Park, con capacidad para 970 espectadores.
El equipo fue fundado en 2005 como Guildford Heat por aficionados del ex-equipo de la BBL, los Thames Valley Tigers, que se retiraron durante ese año. Disputaron la Copa ULEB en la temporada 2007-2008. El club fue renombrado como Surrey Heat en 2012. Después de la venta del club por parte de la ex-propietaria Alison Reeve, los Heat fueron renombrados una vez más en septiembre de 2013, pasándose a llamar Surrey United'. El club pasó a ser propiedad exclusiva de la Universidad de Surrey en junio de 2015 y pasó a llamarse Surrey Scorchers. Disputaban sus partidos de casa en el Guildford Spectrum antes de mudarse al Surrey Sports Park en 2010.

## Nombres
- Guildford Heat (2005-2012)
- Surrey Heat (2012-2013)
- Surrey United (2013-2015)
- Surrey Scorchers (2015-presente)

## Historia

### Baloncesto en Guilford
La ciudad de Guildford ha contado con varios equipos de baloncesto a lo largo de los años. Con la apertura del Guildford Spectrum, el exitoso equipo de Kingston se mudó y se renombró como Guildford Kings en 1992, nombre que tuvieron hasta que se retiraron en 1994, al igual que los Guildford Pumas antes de mudarse a Sutton en 1999. Sin embargo, fueron los Guildford Pirates, que jugaron en la ciudad de 1975 a 1982, los que volverían a ocupar un lugar destacado en el nacimiento del nuevo club, los Guildford Heat.
En 1982, los Pirates se mudaron a la cercana Bracknell, cambiando su nombre a Bracknell Pirates y más tarde a Thames Valley Tigers. Durante muchos años, los Tigers fueron uno de los meejores equipos del  baloncesto británico, ganando la BBL en 1994, pero en la última década los éxitos se acabaron y para el propietario John Nike, el equipo era demasiada carga financiera. En abril de 2005, anunció que ya no financiaría ni al equipo de baloncesto ni al equipo de hockey sobre hielo, los Bracknell Bees.
De inmediato, se formó un grupo de aficionados de los Tigers para salvar al club. Encabezados por el empresario local Mike Davies, se hicieron cargo de la administración y el funcionamiento del equipo. Sin embargo, Nike no logró llegar a un acuerdo a tiempo para el traspaso de poderes del club y se alcanzó la fecha límite para disputar la BBL en la temporada 2005-06. La membresía BBL de los Tigers caducó, pero los aficionados obtuvieron el permiso de la BBL para que un nuevo club ocupara su lugar. Las negociaciones exitosas con The Spectrum en Guildford llevaron al nacimiento de los Guildford Heat.

### Comienzo de los Heat
Los Heat jugaron su primer partido en la BBL el 1 de octubre de 2005 contra los Newcastle Eagles en el Metro Radio Arena, perdiendo en la prórroga por 89–88. La noche siguiente derrotaron en casa a los Leicester Riders por 69-65 en la Copa Británica. La primera temporada de los Heat en la élite obtuvo victorias importantes contra equipos como los London Towers, los Plymouth Raiders, los Brighton Bears o los campeones reinantes, los Chester Jets.
Terminaron la temporada con un impresionante récord de 20-20, terminando quinto en la BBL y clasificándose para Play-Offs, un logro notable para el nuevo equipo. En la primera ronda de los BBL, jugando fuera de casa, los Heat barrieron a los London Towers, derrotandoles por 99–81. Sin embargo, su rival en semifinales, los Newcastle Eagles, fueron demasiado y los Heat perdieron por 115–97. También llegaron a la semifinal del Trofeo Británico, siendo eliminados en casa a manos de los posteriores subcampeones, los Leicester Riders.

### Temporada 2006-2007
La llegada del alero estadounidense Daniel Gilbert a los Heat durante el verano de 2006 supuso un golpe sobre la mesa, demostrando que Paul James todavía tenía habilidad para detectar estrellas del futuro. Lo Heat comenzaron la temporada con victoria contra los Scottish Rocks por 95–91, iniciando una racha de 3 victorias consecutivas en la BBL. Los Heat también se clasificaron por primera vez en su historia para una final de copa, después de derrotar a los Sheffield Sharks por 87-81 en la semifinal de la Copa Británica.
El 12 de diciembre de 2006, el club anunció su primer acuerdo de patrocinio importante con los fabricantes franceses de chimeneas Poujoulat. Como resultado del contrato, que se acordó hasta mayo de 2008, el equipo pasó a llamarse Poujoulat Heat Guildford para incorporar el nombre del patrocinador.
Solo 18 meses desde la creación del club, los Heat conquistaron su primer título, derrotando a los Scottish Rocks en la final de la Copa Británica por 87-81, el 7 de enero de 2007. Más de 600 aficionados de Guildford viajaron hasta el National Indoor Arena, en Birmingham, para ver a su equipo hacerse con el trofeo frente a 3.785 personas.
A pesar de que aparentemente buscaban hacerse con el título de la BBL, la temporada de los Heat sufrió un gran revés con la lesión de rodilla de Chad McKnight contra los Sheffield Sharks el 3 de febrero, lo que descartó al estadounidense para el resto de campaña. Posteriormente, el jugador fue despedido, supuestamente por su lesión. Sin embargo, un mes después, The Independent dio la noticia de que McKnight fue suspendido por 3 meses por dar positivo por marihuana, junto con la ex-estrella de los Leicester Riders, Steve Bucknall, quien también fue despedido por su club. Un comunicado del club confirmó que McKnight fue despedido por dar positivo, aunque el jugador negó haber usado la sustancia prohibida.
Los Heat conquistaron la BBL gracias a una impresionante victoria por 114-85 sobre los London United en el Spectrum el 8 de abril. Fue el primer título de la BBL en la historia del club, en apenas 2 temporadas disputadas. A la semana siguiente, los Heat recibieron otra vez a los London United en los cuartos de final de Play-Offs del Fin de Semana de la BBL. Los Heat vencieron por 71–68, pero en la semifinal fueron derrotados por 71–78 por los Scottish Rocks, a pesar de ser los máximos favoritos. Gracias a esta fantástica temporada, el entrenador Paul James fue premiado como Entrenador del Año.
Tras esta exitosa temporada en la que los Heat conquistaron 2 títulos, también se convirtieron en el primer equipo de la BBL en lograr la acreditación de calidad Sport England Clubmark Nivel 4. Clubmark es un esquema diseñado para ayudar a los clubes a alcanzar varios niveles de estándares nacionales en el trabajo de desarrollo comunitario que realizan. Los Heat fueron el noveno equipo de Reino Unido en lograr esta acreditación, y esto además después de haber sido nombrado recientemente por England Basketball como la 10.ª academia más grande de Reino Unido.

### Temporada 2007-2008
Tras los éxitos de la temporada anterior, los Heat fueron invitados a participar en la Copa ULEB 2007-08, siendo los únicos representantes de Reino Unido en competición europea y el primer equipo británico en competir en Europa, desde los Brighton Bears en la temporada 2003-2004. Los Heat se enfrentaron al DKV Joventut de la ACB de España; a los alemanes del ALBA Berlín; Türk Telekom de Ankara, Turquía; al KK Šiauliai de Lituania y Bosna Sarajevo de Bosnia-Herzegovina.
Los Heat ganaron la Supercopa Británica con una victoria global por 176-168 en 2 partidos contra los Plymouth Raiders. En la  BBL comenzaron con victoria por 90–83 ante los Newcastle Eagles, el 21 de septiembre.
El 6 de noviembre, Los Heat se embarcaron en su mayor aventura hasta el momento, cuando jugaron su primer partido en la Copa ULEB, fuera de casa ante el Bosna Sarajevo, solo 2 años después de su creación. Los Heat perdieron por 84-68 debido a su inexperiencia, con el gran fichaje del verano Carlton Aaron anotando los primeros puntos de los Heat en Europa. Este también sería el último partido que disputaría el capitán del equipo y base, Brian Dux, antes sufrir un terrible accidente automovilístico en la madrugada del 10 de noviembre, que lo dejó en coma. La policía de Surrey tardó 2 horas y 20 minutos en acudir al lugar del incidente. Los médicos del Hospital Frimley Park barajaron la posibilidad de que Dux pudiera haber sufrido una incapacidad permanente. Varias semanas después, Dux recuperó el conocimiento y regresó a su hogar en Estados Unidos con su familia. Mientras tanto, en la cancha, los Heat jugaron su primer partido en casa en la Copa ULEB contra el DKV Joventut, donde cayeron por 61-95. Para cumplir con las regulaciones de la ULEB, el equipo tuvo que pasar de jugar en su pabellón habitual, a jugar en el Guildford Spectrum, con capacidad para 2.400 espectadores. Aunque las actuaciones mejoraron a medida que avanzaba la competición, los Heat notaron la baja de Brian Dux y terminaron la Copa ULEB con un récord de 0-10.
A nivel nacional, el equipo se mantuvo fuerte en la BBL, rondando siempre los primeros puestos, aunque no pudieron revalidar la Copa Británica, ya que fueron derrotados en semifinales por los Milton Keynes Lions por 80-91. El entrenador Paul James dejó marchar a su pívot titular, Carlton Aaron, y contrataron al experimentado base EJ Harrison por Brian Dux, reemplazando a Aaron con Ajou Deng, hermano del exjugador de Chicago Bulls y estrella de la Selección de baloncesto de Gran Bretaña, Luol Deng.
El 2 de marzo de 2008, los Heat conquistaron el Trofeo Británico por primera vez en su historia, derrotando a los Newcastle Eagles por 86–79 en el Plymouth Pavilions. EJ Harrison fue nombrado MVP después de anotar 25 puntos. Sin embargo, perdieron el título de la BBL tras perder en la prórroga contra los Newcastle Eagles. A pesar de que los Heat vencían por 18 puntos al empezar el último cuarto, el partido terminó 108-101 para los Eagles.
Después de derrotar a los Everton Tigers por 81–72 en los cuartos de final de Play-Offs del Fin de Semana de la BBL, los Heat aseguraron su plaza en la final con una contundente victoria por 81–66 sobre los Plymouth Raiders en semifinales, el 3 de mayo. La final de los Play-Offs , celebrada al día siguiente, enfrentó a los Heat contra el equipo sorpresa de la temporada, los Milton Keynes Lions, que acababan de deshacerse de los Newcastle Eagles en semifinales. Sin embargo, la experiencia mandó y los Heat vencieron por 100-88, anotando Danny Gilbert 27 puntos y llevándose el MVP de los Finales.
A raíz de los logros de la temporada, el club fue nuevamente invitado a la Eurocup 2008-09, pero decidieron no disputarla.

### Temporada 2008-2009
Los Heat comenzaron la pretemporada 2008-2009 anunciando el fichaje de Kabir Abu, del estadounidense Keonta Howell y de la estrella croata Hrvoje Pervan. Sin embargo, semanas después se reveló que el fichaje de Pervan se había interrumpido debido a errores administrativos. Entre los que seguían de la temporada anterior estaban el capitán de los Heat, Mike Martin, el base EJ Harrison, y el escolta Dean Williams, mientras que Chad McKnight, también se reincorporó a los Heat tras un año en los Leicester Riders. El equipo se cerró con el fichaje del pívot británico Alan Metcalfe y del escolta Daniel Sandell.
La nueva temporada comenzó con los Heat conquistando de nuevo la Supercopa Británica. Derrotaron a los ganadores de la Copa Británica de la temporada anterior, los Milton Keynes Lions, en 2 partidos, ganando ambos partidos por 91–89 en el Spectrum y por 68–60 en el Bletchley Center. Perdieron el primer partido en la BBL contra los Newcastle Eagles por 81-86, lo que significó el comienzo de una mala racha de resultados que se tradujo en que el equipo estuviera en mitad de la tabla en noviembre. En la Copa Británica fueron derrotados en semifinales por los Plymouth Raiders a 2 partidos; perdiendo 73-80 en casa y 74-69 fuera de casa.
El nuevo año comenzó de manera brillante y, gracias a 2 victorias en 2 días en el Trofeo Bitánico, sobre los London Capital (104–80) y los Milton Keynes Lions (101–99), los Heat se clasificaron para semifinales. Sin embargo, no todo iba bien internamente y, tras la salida del anterior presidente y patrocinador principal, Robert Banks, el club anunció el 12 de febrero de 2009 que había entrado en Administración judicial pero con compra inminente. Los activos del club fueron adquiridos por el empresario local Alan McClafferty, aficionado de los Heat y entrenador en categorías inferiores del club.
De vuelta en la cancha, los Heat se tomaron la revancha contra los Plymouth Raiders en semifinales del Trofeo Británico, venciéndoles en ambos partidos para una victoria global por 187-161, lo que clasificó a los Heat para disputar la final, que se jugó en la cancha local de los Heat, el Spectrum, el 15 de marzo, donde se enfrentaron a los Newcastle Eagles. A pesar de los 30 puntos de Keonta Howell, los Heat cayeron por 71-83 contra los Eagles.
Apenas unos días después de clasificarse para los Play-Offs de BBL, con una victoria por 74–65 en casa contra los Milton Keynes Lions, el presidente del club, Alan McClafferty, anunció que el entrenador Paul James no seguiría al frente del equipo en la temporada 2009-2010. Los Heat finalizaron la temporada regular en la BBL cuarto con un balance de 21-12, asegurándose de esta manera el factor cancha en Play-Offs, pero no sirvió de mucho ya que fueron eliminados en cuartos de final por los Plymouth Raiders (octava vez que se enfrentaban en la temporada), concluyendo de esta manera la temporada. Una nota positiva fue que el estadounidense Keonta Howell fue elegido en el 1º equipo de la BBL después de quedar tercero en la votación para el MVP.

### Temporada 2009-2010
Tras la marcha de Paul James, el club nombró rápidamente a Chad McKnight como jugador/entrenador el 8 de julio y, posteriormente, Mike Davies volvió a ser nombrado presidente del club. Los aficionados también se alegraron cuando se enteraron del regreso del excapitán Mike Martin, quién firmó por 3 años. Sin embargo, otros jugadores decidieron probar fortuna en otra parte; Dean Williams se fue a los Essex Pirates junto con Alan Metcafle, mientras que el base EJ Harrison fichó por los Milton Keynes Lions. Con la salida del base suplente, John May, a los Reading Rockets, Chad McKnight tuvo que reconstruir casi por completo el equipo.
El club trajo varias caras nuevas, incluyendo al veterano de la BBL, Julius Joseph, y a la prometedora joven estrella británica, Tayo Ogedengbe. McKnight también incorporó a 2 estadounidenses; el base Aaron Drakeford y el alero Kenny Langhorne (quien reemplazó a Keonta Howell, que decidió no renovar por los Heat tras 2 años). El hombre clave saliendo desde el banquillo de la temporada anterior, Daniel Sandell, si renovó por los Heat.
El nuevo equipo empezó la temporada con una fácil victoria fuera de casa por 65-95 contra los London Capital, que continuó con una racha invicta de 6 partidos en casa, venciendo a equipos como los Everton Tigers, los Newcastle Eagles o los  Milton Keynes Lions. Sin embargo, el equipo se estancó y después de la victoria en Londres contra los Capital, perdieron los siguientes 5 partidos fuera de Guildford. Las cosas empeoraron en diciembre, cuando los Heat perdieron el invicto en casa, cayendo por 83–97 ante los Sheffield Sharks. Este fue el comienzo de una racha de 6 derrotas consecutivas, cortada por una victoria el día de Año Nuevo contra los Essex Pirates y por una victoria en el Trofeo Británico por 74-72 contra los Leicester Riders.
A estas alturas, el equipo estaba mermado por las lesiones. Daniel Sandell había estado fuera de juego la mayor parte de la temporada por una lesión en la rodilla. Regresó en la victoria contra los Riders y fue un triunfo personal, ya que salió desde el banquillo para darle la vuelta al partido con algunos triples decisivos. Sin embargo, otros jugadores del equipo como Aaron Drakeford y Kenny Langhorne, se lesionaron pero tenían que jugar bastantes minutos debido a la corta rotación. El colmo fue que el capitán de los Heat, Mike Martin, se lesionó en la rodilla y tuvo que decir adiós a la temporada, habiendo disputado solo 3 partidos desde enero. En su ausencia, Julius Joseph se echó el equipo a las espaldas y se convirtió en el líder del equipo, siendo el máximo anotador del equipo en la BBL con 17,6 puntos por partido. El jugador-entrenador Chad McKnight también dio un paso adelante, anotando 30 puntos o más en 3 partidos consecutivos, incluyendo 39 puntos en un partido, que fue su récord personal.
Los Heat comenzaron con buen pie el año 2010, ya que obtuvieron una racha de 3 victorias seguidas tras vencer a los London Capital el 10 de enero. Sin embargo, solo ganaron 2 de los últimos 18 partidos, cayendo en picado en la tabla y terminando en un decepcionante decimoprimer puesto, lo que significó que por primera vez en su historia, no se clasificaban para los Play-Offs. El 14 de diciembre se anunció oficialmente que la temporada 2009-10 sería la última de los Heat en el Spectrum, y el club se mudaría al nuevo Surrey Sports Park para la temporada 2010-11. En la cancha, todo cambió también cuando el club anunció que Chad McKnight no seguiría como jugador-entrenador, contratando a Creon Raftopoulous como entrenador para la nueva temporada 2010-11.

## Pabellones
- Guilford Spectrum (2010-2015)
- Surrey Sports Park (2015–presente)

## Trayectoria
| Guildford Heat |     |      |    |    |    |                  |                  |                  |
| 2005–2006      | BBL | 5.º  | 40 | 20 | 20 | Semifinales      | Semifinales      | Cuartos de final |
| 2006-2007      | BBL | 1.er | 36 | 29 | 7  | Semifinales      | 1.ª Ronda        | Campeón          |
| 2007-2008      | BBL | 2.º  | 33 | 24 | 9  | Campeón          | Campeón          | Semifinales      |
| 2008-2009      | BBL | 4.º  | 33 | 21 | 12 | Cuartos de final | Subcampeón       | Semifinales      |
| 2009–2010      | BBL | 11.º | 36 | 11 | 25 | -                | Semifinales      | 1.ª Ronda        |
| 2010–2011      | BBL | 7.º  | 33 | 17 | 16 | Cuartos de final | Subcampeón       | 1.ª ronda        |
| 2011–2012      | BBL | 8.º  | 30 | 12 | 18 | Cuartos de final | 1.ª ronda        | 1.ª ronda        |
| Surrey Heat    |     |      |    |    |    |                  |                  |                  |
| 2012–2013      | BBL | 4.º  | 33 | 21 | 12 | Semifinales      | Cuartos de final | Cuartos de final |
| Surrey United  |     |      |    |    |    |                  |                  |                  |
| 2013–2014      | BBL | 11.º | 33 | 4  | 29 | -                | 1.ª Ronda        | 1.ª Ronda        |
| 2014–2015      | BBL | 13.º | 36 | 5  | 31 | -                | Cuartos de final | 1.ª ronda        |

| Surrey Scorchers |     |                                                  |                                                  |                                                  |                                                  |                                                  |                  |                  |
| 2015–2016        | BBL | 12.º                                             | 33                                               | 7                                                | 26                                               | -                                                | Cuartos de final | 1.ª ronda        |
| 2016-2017        | BBL | 8.º                                              | 33                                               | 15                                               | 18                                               | Cuartos de final                                 | Cuartos de final | Semifinales      |
| 2017–2018        | BBL | 5.º                                              | 33                                               | 20                                               | 13                                               | Cuartos de final                                 | 1.ª ronda        | Cuartos de final |
| 2018-2019        | BBL | 12.º                                             | 33                                               | 6                                                | 27                                               | -                                                | 1.ª Ronda        | 1.ª Ronda        |
| 2019–2020        | BBL | Temporada cancelada por la pandemia del COVID-19 | Temporada cancelada por la pandemia del COVID-19 | Temporada cancelada por la pandemia del COVID-19 | Temporada cancelada por la pandemia del COVID-19 | Temporada cancelada por la pandemia del COVID-19 | 1.ª ronda        | Fase de grupos   |
| 2020-2021        | BBL | 9.º                                              | 30                                               | 10                                               | 20                                               | -                                                | Semifinales      | Cuartos de final |
| 2021–2022        | BBL | 10.º                                             | 27                                               | 2                                                | 25                                               | -                                                | 1.ª ronda        | Cuartos de final |
| 2022-2023        | BBL |                                                  |                                                  |                                                  |                                                  |                                                  |                  |                  |

## Surrey Scorchers en competiciones europeas
Copa ULEB 2007-08
| Fase de grupos | Türk Telekom  | Guilford Heat  | 92-73  | 67-107 |
| Fase de grupos | Guilford Heat | Šiauliai       | 76-86  | 87-72  |
| Fase de grupos | Guilford Heat | ALBA Berlín    | 71-80  | 81-63  |
| Fase de grupos | DKV Joventut  | Guilford Heat  | 116-53 | 61-95  |
| Fase de grupos | Guilford Heat | Bosna Sarajevo | 85-98  | 84-68  |

## Palmarés

### Liga
- BBL

-   -  Campeones (1): 2008

### Copa Británica
-   -  Campeones (1): 2007

### Trofeo Británico
-   -  Campeones (1): 2008
  - Subcampeones (2): 2009, 2011

### Supercopa Británica
-   -  Campeones (2): 2008, 2009